# HD 98993
HD 98993，又名CD-35 7163，SAO 202391、HR 4396，是一颗恒星，视星等为5，位于銀經283.65，銀緯23.38，其B1900.0坐标为赤經11h 18m 22s，赤緯-35° 23.38′ 58″。